# Lista de regiões geográficas intermediárias e imediatas do Maranhão

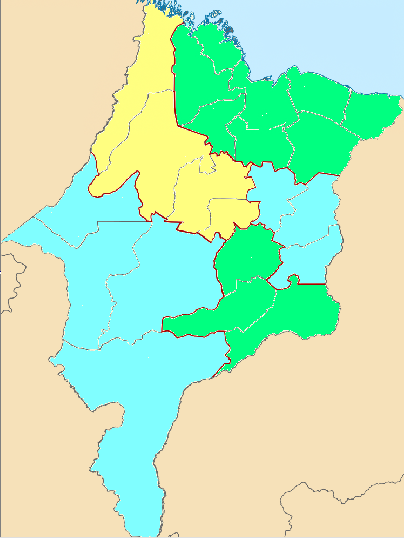
Divisão das regiões intermediárias em vermelho e das imediatas em cinza no Maranhão.

Esta é a lista de regiões geográficas intermediárias e imediatas do Maranhão, estado brasileiro da Região Nordeste do país. O Maranhão é composto por 217 municípios, que estão distribuídos em 22 regiões geográficas imediatas, que por sua vez estão agrupadas em cinco regiões geográficas intermediárias, segundo a divisão do Instituto Brasileiro de Geografia e Estatística (IBGE) vigente desde 2017. A primeira seção aborda as regiões geográficas intermediárias e suas respectivas regiões imediatas integrantes, enquanto que a segunda trata das regiões geográficas imediatas e seus respectivos municípios, divididas por regiões intermediárias e ordenadas pela codificação do IBGE.
As regiões geográficas intermediárias foram apresentadas em 2017, com a atualização da divisão regional do Brasil, e correspondem a uma revisão das antigas mesorregiões, que estavam em vigor desde a divisão de 1989. As regiões geográficas imediatas, por sua vez, substituíram as microrregiões. Na divisão vigente até 2017, os municípios do estado estavam distribuídos em 21 microrregiões e cinco mesorregiões, segundo o IBGE.

## Regiões geográficas intermediárias
| Região geográfica intermediária | Código | Número de municípios | Regiões geográficas imediatas | Código | Número de municípios |
| ------------------------------- | ------ | -------------------- | ----------------------------- | ------ | -------------------- |
| São Luís                        | 2101   | 73                   | São Luís                      | 210001 | 13                   |
| São Luís                        | 2101   | 73                   | Pinheiro                      | 210002 | 11                   |
| São Luís                        | 2101   | 73                   | Chapadinha                    | 210003 | 10                   |
| São Luís                        | 2101   | 73                   | Itapecuru-Mirim               | 210004 | 9                    |
| São Luís                        | 2101   | 73                   | Viana                         | 210005 | 10                   |
| São Luís                        | 2101   | 73                   | Barreirinhas                  | 210006 | 4                    |
| São Luís                        | 2101   | 73                   | Tutóia-Araioses               | 210007 | 7                    |
| São Luís                        | 2101   | 73                   | Cururupu                      | 210008 | 9                    |
| Santa Inês-Bacabal              | 2102   | 59                   | Santa Inês                    | 210009 | 15                   |
| Santa Inês-Bacabal              | 2102   | 59                   | Bacabal                       | 210010 | 16                   |
| Santa Inês-Bacabal              | 2102   | 59                   | Governador Nunes Freire       | 210011 | 14                   |
| Santa Inês-Bacabal              | 2102   | 59                   | Pedreiras                     | 210012 | 14                   |
| Caxias                          | 2103   | 14                   | Caxias                        | 210013 | 6                    |
| Caxias                          | 2103   | 14                   | Timon                         | 210014 | 4                    |
| Caxias                          | 2103   | 14                   | Codó                          | 210015 | 4                    |
| Presidente Dutra                | 2104   | 28                   | Presidente Dutra              | 210016 | 13                   |
| Presidente Dutra                | 2104   | 28                   | São João dos Patos            | 210017 | 11                   |
| Presidente Dutra                | 2104   | 28                   | Colinas                       | 210018 | 4                    |
| Imperatriz                      | 2105   | 43                   | Imperatriz                    | 210019 | 17                   |
| Imperatriz                      | 2105   | 43                   | Barra do Corda                | 210020 | 9                    |
| Imperatriz                      | 2105   | 43                   | Açailândia                    | 210021 | 5                    |
| Imperatriz                      | 2105   | 43                   | Balsas                        | 210022 | 12                   |

## Regiões geográficas imediatas por regiões intermediárias

### São Luís
| Região geográfica imediata | Código | Municípios                 |
| -------------------------- | ------ | -------------------------- |
| São Luís                   | 210001 | Alcântara                  |
| São Luís                   | 210001 | Axixá                      |
| São Luís                   | 210001 | Bacabeira                  |
| São Luís                   | 210001 | Cachoeira Grande           |
| São Luís                   | 210001 | Icatu                      |
| São Luís                   | 210001 | Morros                     |
| São Luís                   | 210001 | Paço do Lumiar             |
| São Luís                   | 210001 | Presidente Juscelino       |
| São Luís                   | 210001 | Raposa                     |
| São Luís                   | 210001 | Rosário                    |
| São Luís                   | 210001 | Santa Rita                 |
| São Luís                   | 210001 | São José de Ribamar        |
| São Luís                   | 210001 | São Luís                   |
| Pinheiro                   | 210002 | Bacurituba                 |
| Pinheiro                   | 210002 | Bequimão                   |
| Pinheiro                   | 210002 | Palmeirândia               |
| Pinheiro                   | 210002 | Pedro do Rosário           |
| Pinheiro                   | 210002 | Peri Mirim                 |
| Pinheiro                   | 210002 | Pinheiro                   |
| Pinheiro                   | 210002 | Presidente Sarney          |
| Pinheiro                   | 210002 | Santa Helena               |
| Pinheiro                   | 210002 | São Bento                  |
| Pinheiro                   | 210002 | Turiaçu                    |
| Pinheiro                   | 210002 | Turilândia                 |
| Chapadinha                 | 210003 | Anapurus                   |
| Chapadinha                 | 210003 | Belágua                    |
| Chapadinha                 | 210003 | Brejo                      |
| Chapadinha                 | 210003 | Buriti                     |
| Chapadinha                 | 210003 | Chapadinha                 |
| Chapadinha                 | 210003 | Mata Roma                  |
| Chapadinha                 | 210003 | Milagres do Maranhão       |
| Chapadinha                 | 210003 | Santa Quitéria do Maranhão |
| Chapadinha                 | 210003 | São Benedito do Rio Preto  |
| Chapadinha                 | 210003 | Urbano Santos              |
| Itapecuru-Mirim            | 210004 | Anajatuba                  |
| Itapecuru-Mirim            | 210004 | Cantanhede                 |
| Itapecuru-Mirim            | 210004 | Itapecuru-Mirim            |
| Itapecuru-Mirim            | 210004 | Matões do Norte            |
| Itapecuru-Mirim            | 210004 | Miranda do Norte           |
| Itapecuru-Mirim            | 210004 | Nina Rodrigues             |
| Itapecuru-Mirim            | 210004 | Pirapemas                  |
| Itapecuru-Mirim            | 210004 | Presidente Vargas          |
| Itapecuru-Mirim            | 210004 | Vargem Grande              |
| Viana                      | 210005 | Arari                      |
| Viana                      | 210005 | Cajapió                    |
| Viana                      | 210005 | Cajari                     |
| Viana                      | 210005 | Matinha                    |
| Viana                      | 210005 | Olinda Nova do Maranhão    |
| Viana                      | 210005 | Penalva                    |
| Viana                      | 210005 | São João Batista           |
| Viana                      | 210005 | São Vicente Ferrer         |
| Viana                      | 210005 | Viana                      |
| Viana                      | 210005 | Vitória do Mearim          |
| Barreirinhas               | 210006 | Barreirinhas               |
| Barreirinhas               | 210006 | Humberto de Campos         |
| Barreirinhas               | 210006 | Primeira Cruz              |
| Barreirinhas               | 210006 | Santo Amaro do Maranhão    |
| Tutóia-Araioses            | 210007 | Água Doce do Maranhão      |
| Tutóia-Araioses            | 210007 | Araioses                   |
| Tutóia-Araioses            | 210007 | Magalhães de Almeida       |
| Tutóia-Araioses            | 210007 | Paulino Neves              |
| Tutóia-Araioses            | 210007 | Santana do Maranhão        |
| Tutóia-Araioses            | 210007 | São Bernardo               |
| Tutóia-Araioses            | 210007 | Tutóia                     |
| Cururupu                   | 210008 | Apicum-Açu                 |
| Cururupu                   | 210008 | Bacuri                     |
| Cururupu                   | 210008 | Cedral                     |
| Cururupu                   | 210008 | Central do Maranhão        |
| Cururupu                   | 210008 | Cururupu                   |
| Cururupu                   | 210008 | Guimarães                  |
| Cururupu                   | 210008 | Mirinzal                   |
| Cururupu                   | 210008 | Porto Rico do Maranhão     |
| Cururupu                   | 210008 | Serrano do Maranhão        |

### Santa Inês-Bacabal
| Região geográfica imediata | Código | Municípios                   |
| -------------------------- | ------ | ---------------------------- |
| Santa Inês                 | 210009 | Alto Alegre do Pindaré       |
| Santa Inês                 | 210009 | Araguanã                     |
| Santa Inês                 | 210009 | Bela Vista do Maranhão       |
| Santa Inês                 | 210009 | Bom Jardim                   |
| Santa Inês                 | 210009 | Governador Newton Bello      |
| Santa Inês                 | 210009 | Igarapé do Meio              |
| Santa Inês                 | 210009 | Monção                       |
| Santa Inês                 | 210009 | Nova Olinda do Maranhão      |
| Santa Inês                 | 210009 | Pindaré-Mirim                |
| Santa Inês                 | 210009 | Pio XII                      |
| Santa Inês                 | 210009 | Santa Inês                   |
| Santa Inês                 | 210009 | Santa Luzia                  |
| Santa Inês                 | 210009 | São João do Caru             |
| Santa Inês                 | 210009 | Tufilândia                   |
| Santa Inês                 | 210009 | Zé Doca                      |
| Bacabal                    | 210010 | Altamira do Maranhão         |
| Bacabal                    | 210010 | Alto Alegre do Maranhão      |
| Bacabal                    | 210010 | Bacabal                      |
| Bacabal                    | 210010 | Bom Lugar                    |
| Bacabal                    | 210010 | Brejo de Areia               |
| Bacabal                    | 210010 | Conceição do Lago Açu        |
| Bacabal                    | 210010 | Lago da Pedra                |
| Bacabal                    | 210010 | Lago Verde                   |
| Bacabal                    | 210010 | Lagoa Grande do Maranhão     |
| Bacabal                    | 210010 | Marajá do Sena               |
| Bacabal                    | 210010 | Olho d'Água das Cunhãs       |
| Bacabal                    | 210010 | Paulo Ramos                  |
| Bacabal                    | 210010 | São Luís Gonzaga do Maranhão |
| Bacabal                    | 210010 | São Mateus do Maranhão       |
| Bacabal                    | 210010 | Satubinha                    |
| Bacabal                    | 210010 | Vitorino Freire              |
| Governador Nunes Freire    | 210011 | Amapá do Maranhão            |
| Governador Nunes Freire    | 210011 | Boa Vista do Gurupi          |
| Governador Nunes Freire    | 210011 | Cândido Mendes               |
| Governador Nunes Freire    | 210011 | Carutapera                   |
| Governador Nunes Freire    | 210011 | Centro do Guilherme          |
| Governador Nunes Freire    | 210011 | Centro Novo do Maranhão      |
| Governador Nunes Freire    | 210011 | Godofredo Viana              |
| Governador Nunes Freire    | 210011 | Governador Nunes Freire      |
| Governador Nunes Freire    | 210011 | Junco do Maranhão            |
| Governador Nunes Freire    | 210011 | Luís Domingues               |
| Governador Nunes Freire    | 210011 | Maracaçumé                   |
| Governador Nunes Freire    | 210011 | Maranhãozinho                |
| Governador Nunes Freire    | 210011 | Presidente Médici            |
| Governador Nunes Freire    | 210011 | Santa Luzia do Paruá         |
| Pedreiras                  | 210012 | Bernardo do Mearim           |
| Pedreiras                  | 210012 | Capinzal do Norte            |
| Pedreiras                  | 210012 | Esperantinópolis             |
| Pedreiras                  | 210012 | Igarapé Grande               |
| Pedreiras                  | 210012 | Joselândia                   |
| Pedreiras                  | 210012 | Lago do Junco                |
| Pedreiras                  | 210012 | Lago dos Rodrigues           |
| Pedreiras                  | 210012 | Lima Campos                  |
| Pedreiras                  | 210012 | Pedreiras                    |
| Pedreiras                  | 210012 | Poção de Pedras              |
| Pedreiras                  | 210012 | Santo Antônio dos Lopes      |
| Pedreiras                  | 210012 | São Raimundo do Doca Bezerra |
| Pedreiras                  | 210012 | São Roberto                  |
| Pedreiras                  | 210012 | Trizidela do Vale            |

### Caxias
| Região geográfica imediata | Código | Municípios        |
| -------------------------- | ------ | ----------------- |
| Caxias                     | 210013 | Afonso Cunha      |
| Caxias                     | 210013 | Aldeias Altas     |
| Caxias                     | 210013 | Caxias            |
| Caxias                     | 210013 | Coelho Neto       |
| Caxias                     | 210013 | Duque Bacelar     |
| Caxias                     | 210013 | São João do Soter |
| Timon                      | 210014 | Buriti Bravo      |
| Timon                      | 210014 | Matões            |
| Timon                      | 210014 | Parnarama         |
| Timon                      | 210014 | Timon             |
| Codó                       | 210015 | Codó              |
| Codó                       | 210015 | Coroatá           |
| Codó                       | 210015 | Peritoró          |
| Codó                       | 210015 | Timbiras          |

### Presidente Dutra
| Região geográfica imediata | Código | Municípios                 |
| -------------------------- | ------ | -------------------------- |
| Presidente Dutra           | 210016 | Dom Pedro                  |
| Presidente Dutra           | 210016 | Fortuna                    |
| Presidente Dutra           | 210016 | Gonçalves Dias             |
| Presidente Dutra           | 210016 | Governador Archer          |
| Presidente Dutra           | 210016 | Governador Eugênio Barros  |
| Presidente Dutra           | 210016 | Governador Luiz Rocha      |
| Presidente Dutra           | 210016 | Graça Aranha               |
| Presidente Dutra           | 210016 | Presidente Dutra           |
| Presidente Dutra           | 210016 | Santa Filomena do Maranhão |
| Presidente Dutra           | 210016 | São Domingos do Maranhão   |
| Presidente Dutra           | 210016 | São José dos Basílios      |
| Presidente Dutra           | 210016 | Senador Alexandre Costa    |
| Presidente Dutra           | 210016 | Tuntum                     |
| São João dos Patos         | 210017 | Barão de Grajaú            |
| São João dos Patos         | 210017 | Benedito Leite             |
| São João dos Patos         | 210017 | Lagoa do Mato              |
| São João dos Patos         | 210017 | Nova Iorque                |
| São João dos Patos         | 210017 | Paraibano                  |
| São João dos Patos         | 210017 | Passagem Franca            |
| São João dos Patos         | 210017 | Pastos Bons                |
| São João dos Patos         | 210017 | São Domingos do Azeitão    |
| São João dos Patos         | 210017 | São Francisco do Maranhão  |
| São João dos Patos         | 210017 | São João dos Patos         |
| São João dos Patos         | 210017 | Sucupira do Riachão        |
| Colinas                    | 210018 | Colinas                    |
| Colinas                    | 210018 | Jatobá                     |
| Colinas                    | 210018 | Mirador                    |
| Colinas                    | 210018 | Sucupira do Norte          |

### Imperatriz
| Região geográfica imediata | Código | Municípios                   |
| -------------------------- | ------ | ---------------------------- |
| Imperatriz                 | 210019 | Amarante do Maranhão         |
| Imperatriz                 | 210019 | Buritirana                   |
| Imperatriz                 | 210019 | Campestre do Maranhão        |
| Imperatriz                 | 210019 | Cidelândia                   |
| Imperatriz                 | 210019 | Davinópolis                  |
| Imperatriz                 | 210019 | Estreito                     |
| Imperatriz                 | 210019 | Governador Edison Lobão      |
| Imperatriz                 | 210019 | Imperatriz                   |
| Imperatriz                 | 210019 | João Lisboa                  |
| Imperatriz                 | 210019 | Lajeado Novo                 |
| Imperatriz                 | 210019 | Montes Altos                 |
| Imperatriz                 | 210019 | Porto Franco                 |
| Imperatriz                 | 210019 | Ribamar Fiquene              |
| Imperatriz                 | 210019 | São João do Paraíso          |
| Imperatriz                 | 210019 | São Pedro da Água Branca     |
| Imperatriz                 | 210019 | Senador La Rocque            |
| Imperatriz                 | 210019 | Vila Nova dos Martírios      |
| Barra do Corda             | 210020 | Arame                        |
| Barra do Corda             | 210020 | Barra do Corda               |
| Barra do Corda             | 210020 | Fernando Falcão              |
| Barra do Corda             | 210020 | Formosa da Serra Negra       |
| Barra do Corda             | 210020 | Grajaú                       |
| Barra do Corda             | 210020 | Itaipava do Grajaú           |
| Barra do Corda             | 210020 | Jenipapo dos Vieiras         |
| Barra do Corda             | 210020 | São Pedro dos Crentes        |
| Barra do Corda             | 210020 | Sítio Novo                   |
| Açailândia                 | 210021 | Açailândia                   |
| Açailândia                 | 210021 | Bom Jesus das Selvas         |
| Açailândia                 | 210021 | Buriticupu                   |
| Açailândia                 | 210021 | Itinga do Maranhão           |
| Açailândia                 | 210021 | São Francisco do Brejão      |
| Balsas                     | 210022 | Alto Parnaíba                |
| Balsas                     | 210022 | Balsas                       |
| Balsas                     | 210022 | Carolina                     |
| Balsas                     | 210022 | Feira Nova do Maranhão       |
| Balsas                     | 210022 | Fortaleza dos Nogueiras      |
| Balsas                     | 210022 | Loreto                       |
| Balsas                     | 210022 | Nova Colinas                 |
| Balsas                     | 210022 | Riachão                      |
| Balsas                     | 210022 | Sambaíba                     |
| Balsas                     | 210022 | São Félix de Balsas          |
| Balsas                     | 210022 | São Raimundo das Mangabeiras |
| Balsas                     | 210022 | Tasso Fragoso                |